# Starostka
Starostka – polski herb szlachecki z nobilitacji.

## Opis herbu
Opis z wykorzystaniem zasad blazonowania, zaproponowanych przez Alfreda Znamierowskiego:
Na tarczy dwudzielnej w słup, w polu prawym, czarnym, połukotwica srebrna;
W polu lewym, srebrnym, niedźwiedź czarny, wspięty, trzymający miecz.
Klejnot: na zawoju czarno-srebrnym, między dwiema strzałami srebrnymi w klin, pół niedźwiedzia z mieczem, jak w godle.
Labry czarne, podbite srebrem.

## Najwcześniejsze wzmianki
Nadany Michałowi Starostce, kapitanowi straży morskiej 18 marca 1569.

## Herbowni
Ponieważ herb Starostka był herbem własnym, prawo do posługiwania się nim przysługuje tylko jednemu rodowi herbownemu:
Starostka.